# Dăișoara, Brașov
Dăișoara (în dialectul săsesc Döl, Dol, Longendöl, în germană Langenthal, Langenthal bei Reps, Dahl, în maghiară Longodár) este un sat în comuna Ungra din județul Brașov, Transilvania, România.

## Obiectiv memorial

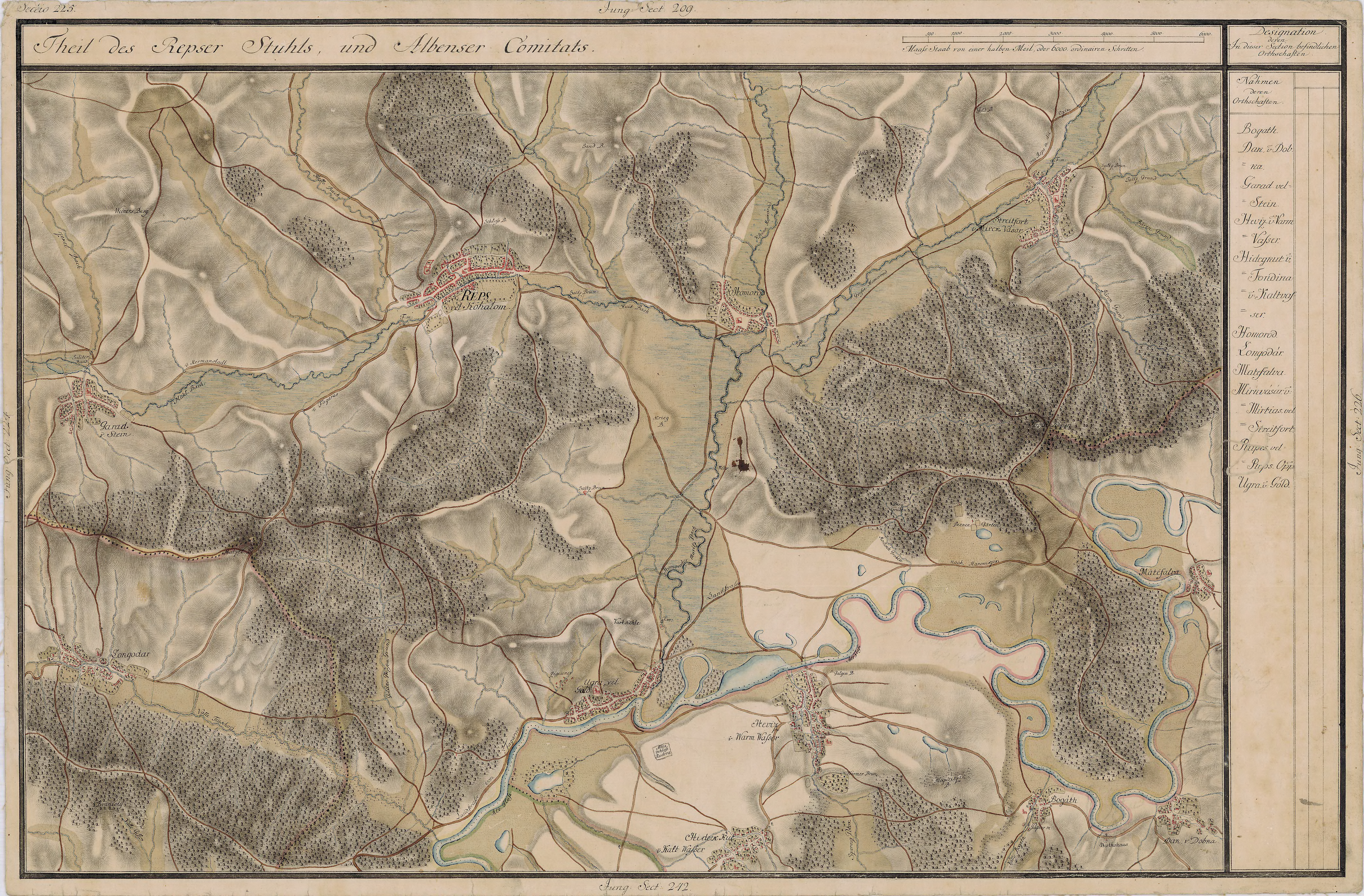
Dăișoara în Harta Iosefină a Transilvaniei, 1769-1773

Monumentul Eroilor Români din Primul Război Mondial. Monumentul este de tip obelisc și se află amplasat în fața Școlii generale. Acesta a fost dezvelit în anul 1926 pentru cinstirea memoriei eroilor români din Primul Război Mondial. Obeliscul, cu o înălțime de 3 m, este realizat din tuf vulcanic și are o formă paralelipipedică, fiind susținut de un soclu în trepte și surmontat pe o pajură de bronz. Împrejmuirea este asigurată de un grilaj de fier. Pe fațada principală sunt săpate în piatră numele eroilor.

## Personalități
- Gheorghe Mihăilă (n. 1930 - d. 2011), lingvist, istoric literar, membru titular al Academiei Române.